# Pardosa moesta
Pardosa moesta es una especie de araña araneomorfa del género Pardosa, familia Lycosidae. Fue descrita científicamente por Banks en 1892.
Habita en Canadá y los Estados Unidos (desde Alaska a Terranova, Utah, Colorado y Tennessee). Las hembras miden 6 mm y los machos 5,5 mm.